# Сытых, Сергей Леонидович
Сытых Сергей Леонидович (12 июля 1954 — 5 марта 2009, Барнаул) — российский государственный деятель, глава администрации Центрального района Барнаула (1991—2005), председатель Избирательной комиссии Алтайского края (2005—2009).

## Биография
Родился В 1978 году окончил Алтайский политехнический институт.
В 1983 году начинает работать в барнаульском горисполкоме; в 1985—1987 годах — заместитель Владимира Баварина.
В 1991 году Баварин назначает Сытых главой администрации Центрального района Барнаула. На этой должности он проработал 14 лет. За все это время в районе каждый год проводилась чистка газонов, было открыто около 120 школ, 10 поликлиник, множество продовольственных магазинов.
В 2005 году избран председателем Избирательной комиссии Алтайского края. Сергей Леонидович дважды избирался депутатом Алтайского краевого Законодательного собрания.

### Гибель
5 марта 2009 года Сергей Сытых скончался у себя дома от отравления угарным газом. Вместе с ним погибла его жена и теща.
Похоронили Сытых 7 марта 2009 года на Черницком кладбище.

## Награды
- 2006 — Орден Почёта
- 2008 — Орден «За заслуги перед Алтайским краем»

## Воспоминания о Сытых
- Заместитель главы Администрации Барнаула по социальному развитию Борис Черниченко:

Проститься с Сергеем Леонидовичем пришли представители всех предприятий и организаций нашего города. Все в шоковом состоянии — ведь в один миг погибла целая семья. Сергей был прост в общении, прямолинеен, это было видно, когда он руководил администрацией Центрального района. Трудно поверить в то, что случилось…
- Заместитель главы Администрации Алтайского края Николай Черепанов:

Я давно знал Сергея Леонидовича. Нас связывала работа — это было, когда я сам работал в городской администрации, а Сытых был главой Центрального района. За 14 лет он решил все проблемы над этим историческим районом Барнаула. Затем нас связывала работа в краевой Администрации.
Страшно поверить, что его — раз — и нет…